# Poecilotheria regalis
Poecilotheria regalis là một loài nhện trong họ Theraphosidae. Loài này có kích thước tính chân là 18 cm. Chúng phân bố ở Ấn Độ